# Liste der Stolpersteine in Berlin-Mariendorf
Die Liste der Stolpersteine in Berlin-Mariendorf enthält die Stolpersteine im Berliner Ortsteil Mariendorf im Bezirk Tempelhof-Schöneberg, die an das Schicksal der Menschen erinnern, die im Nationalsozialismus ermordet, deportiert, vertrieben oder in den Suizid getrieben wurden. Die Tabelle erfasst insgesamt sieben Stolpersteine und ist teilweise sortierbar; die Grundsortierung erfolgt alphabetisch nach dem Familiennamen.
| Bild | Name              | Standort           | Verlegedatum  | Leben |                     |
| ---- | ----------------- | ------------------ | ------------- | --- | ------------------- |
|      | Eva-Maria Buch    | Hochfeilerweg 23a  | 7. März 2009  | Eva-Maria Buch wurde am 31. Januar 1921 in Berlin geboren und wohnte zuletzt seit 1935 in Mariendorf im Hochfeilerweg 23a. 1941 lernte sie über ihre Arbeit in einem Antiquariat den KPD-Funktionär Wilhelm Guddorf kennen und bekam so Kontakt zu einer Widerstandsgruppe der Roten Kapelle um Harro Schulze-Boysen und Arvid Harnack. Außerdem war sie als Sprachlehrerin an der Friedrich-Wilhelms-Universität in Berlin tätig und übersetzte Artikel der für ausländische Zwangsarbeiter bestimmten illegalen Zeitung „Die innere Front“, bei deren Verbreitung sie half. Nach der Aufdeckung der Gruppe durch die Gestapo wurde Eva-Maria Buch am 11. Oktober 1942 verhaftet. Die Hauptverhandlung vor dem 2. Senat des Reichskriegsgerichts gegen Eva-Maria Buch, und viele weitere Mitglieder der Widerstandsgruppe, fand vom 1. bis zum 3. Februar 1943 statt. Die Anklage lautete auf „Vorbereitung eines hochverräterischen Unternehmens und Feindbegünstigung“, sie wurde deswegen (wie fast alle anderen Mitglieder ihrer Widerstandsgruppe) am 3. Februar 1943 zum Tode verurteilt. Ein Begnadigungsgesuch ihrer Eltern wurde durch Adolf Hitler persönlich am 21. Juli 1943 abgelehnt, am 5. August 1943 ist sie im Alter von 22 Jahren im Zuchthaus Plötzensee durch das Fallbeil hingerichtet worden. | 52.427778 13.396111 |
|      | Gerti Davidsohn   | Königstraße 29     | 7. März 2009  | Gerti Davidsohn wurde am 7. Juni 1885 als Gerti Tann in Berlin-Mitte geboren und hatte noch mindestens zwei Schwestern und einen Bruder. Am 3. Oktober 1925 Hochzeit mit Richard Davidsohn und seit 1929 wohnhaft in Mariendorf. Sie betrieb gemeinsam mit ihrem Mann ein Bekleidungsgeschäft, das im Erdgeschoss ihres, dann im Zweiten Weltkrieg zerstörten, Wohnhauses lag. Da die Front mit zwei Schaufenstern sowie der Eingang zur Chausseestraße (nach 1949 Mariendorfer Damm) lagen, galt als Adresse Chausseestraße 32. Um 1934 wurde die Familie gezwungen, in eine kleinere Wohnung in der Kurfürstenstraße 65 umzuziehen. Am 19. Januar 1942 wurde Gerti Davidsohn mit ihrem Ehemann Richard und 577 weiteren Jüdinnen und Juden aus Berlin mit dem 9. Ost-Transport in das Ghetto Riga deportiert und bereits nach der Ankunft des Transports wahrscheinlich sofort ermordet. Weil das genaue Datum ihrer Ermordung nicht geklärt werden konnte, wurde sie mit dem Datum 8. Mai 1945 offiziell für tot erklärt. Ihr Bruder Alfred wurde am 30. März 1942 in das KZ Groß-Rosen deportiert und dort am 7. Juni 1942 ermordet. Ihre Schwester Hedwig (geboren am 20. Februar 1882, verheiratete Heymann) wurde am 26. September 1942 mit ihrem Mann Arthur und ihrem Sohn Hans Joachim aus Berlin nach Raasiku deportiert und ermordet. | 52.446706 13.385288 |
|      | Richard Davidsohn | Königstraße 29     | 7. März 2009  | Richard Davidsohn wurde am 6. März 1873 in Preußisch Stargard geboren. Seine Eltern waren Max Davidsohn (1843–1928) und Rosa Davidsohn (geb. Friedländer; 1845–1906) und seine beiden jüngeren Geschwister waren Paul (1874–1942) und Willy (1878–1935). Die erste Ehefrau von Richard war Friederike Jacoby, die in Geierswalde, Kreis Osterode/Ostpreußen, geboren war und am 27. Juli 1924 im Alter von 53 Jahren in Berlin-Zehlendorf gestorben ist. Das Ehepaar hatte zusammen drei Söhne: Der am 10. November 1903 geborene Martin Davidsohn wurde Bankbeamter, er starb 1929 bei einem Eisenbahnunfall. Am 26. Oktober 1906 kam Helmut Davidsohn in Geierswalde zur Welt, er hatte am 23. März 1933 Hildegard Berta Cohn (geboren am 2. März 1908 in Teltow; gestorben am 19. Dezember 1950 in Johannesburg) in Berlin-Charlottenburg geheiratet. Er flüchtete zusammen mit seiner Frau über London nach Südafrika, wo er am 23. Januar 1944 in Johannesburg im Dienst als Soldat starb. Am 29. September 1910 wurde der dritte Sohn Egon geboren, der als einziges Familienmitglied überlebte. Er war 1936 ebenfalls nach Südafrika geflohen und lebte dort in Port Elizabeth. Egon hatte im Jahr 1965 für seine Eltern eine Klage auf Wiedergutmachung eingereicht, diese wurde im März 1966 mit einem Vergleich durch Zahlung von 1.200 DM beendet. Egon starb am 19. August 1998 in Durban, Südafrika. Nach dem Tod seiner ersten Frau Friederike hatte er am 4. Oktober 1925 in Zehlendorf Gerti Tann geheiratet. Zunächst arbeitete er als gelernter Bekleidungskaufmann angestellt in einem Bekleidungsgeschäft und machte sich durch die Übernahme eines Geschäfts in Zehlendorf selbstständig. 1929 mit zog er zusammen mit seiner Ehefrau Gerti nach Mariendorf in die Königstraße 29 und betrieb mit ihr gemeinsam ein Bekleidungshaus in der Chausseestraße 32 (Ecke Königstraße 29) im selben Haus, in dem die Familie auch wohnte. Im „Jüdischen Adressbuch für Groß-Berlin“ von 1929/30 findet sich der Eintrag „Richard Davidsohn, Kaufmann“. Der Geschäftsbetrieb konnte auch noch nach dem Judenboykott im Jahr 1933 aufrechterhalten werden. Trotz der Beschränkung der Erwerbstätigkeit aufgrund der Nürnberger Gesetze bestand es nach vorliegenden Informationen bis zu den Novemberpogromen 1938, die Firma erlosch 1939. Laut der Wiedergutmachungsakte hatte er zwangsweise eine Judenvermögensabgabe von 2.000 Reichsmark bezahlen müssen. Zusätzlich zu der Einschränkung seiner Erwerbstätigkeit musste Richard Davidsohn seit dem 19. September 1941 auch den Judenstern tragen. Am 19. Januar 1942 wurde Richard Davidsohn mit seiner Ehefrau Gerti und 577 weiteren Jüdinnen und Juden aus Berlin mit dem 9. Ost-Transport in das Ghetto Riga deportiert und bereits nach der Ankunft des Transports wahrscheinlich sofort ermordet. Weil das genaue Datum seiner Ermordung nicht geklärt werden konnte, wurde er mit Datum 8. Mai 1945 offiziell für tot erklärt. Sein Bruder Paul Davidsohn wurde am 28. Mai 1942 nach dem Brandanschlag der Herbert-Baum-Gruppe auf die NS-Propagandaausstellung „Das Sowjet-Paradies“ bei einer vom Reichsführer SS Heinrich Himmler befohlenen Vergeltungsaktion als eine von 250 Geiseln von der Lager-SS im KZ Sachsenhausen erschossen. | 52.446705 13.385287 |
|      | Erich Gentsch     | Äneasstraße 8      | 17. Nov. 2008 | Erich Gentsch wurde am 1. August 1893 in Altenburg geboren. Er war ein Kommunist und Widerstandskämpfer gegen das NS-Regime. 1911 Eintritt in die SPD und 1918 in die KPD. 1920 Betriebsratsvorsitzender bei der Daimler AG in Stuttgart. 1925 bis 1927 Redakteur der Roten Fahne. 1925 wegen Beleidigung der Regierung zu sieben Monaten Gefängnis verurteilt. 1930 zum Ersten Sekretär und Bezirksausschussleiter der Revolutionären Gewerkschafts-Opposition (RGO) in Berlin-Brandenburg und Mitte Januar 1933 zum Vorsitzenden des Einheitsverbands der Metallarbeiter Berlins (EVMB) gewählt. Nach zwei kurzen Festnahmen Anfang 1933 wurde er nach der Wahl im März zum Stadtverordnetem in Berlin im April wieder verhaftet. Bis September 1933 inhaftiert im Strafgefängnis Berlin-Spandau und im KZ Sonnenburg. 1934 Emigration in das Saargebiet und Beteiligung am Abstimmungskampf gegen den Anschluss an das Deutsche Reich. 1935 leitete er von Prag aus die Grenzarbeit der KPD und übernahm dann von April 1936 bis 1939 die Abschnittsleitung der KPD in Amsterdam. Nach Kriegsausbruch führte er die illegale Arbeit von Amsterdam aus weiter. Am 23. April 1943 wurde Erich Gentsch und seine Frau von der Gestapo verhaftet, er selbst wurde am 23. Juni 1944 in Nürnberg zum Tode verurteilt und am 24. August 1944 in Stuttgart auf dem Schafott enthauptet. Gentschs Frau Erna (am 9. Juni 1893 in Erfurt geborene Kuhn) schrieb aus der Untersuchungshaft in Düsseldorf am 6. April 1944 einen Abschiedsbrief an ihren Mann, sie kam am 5. Februar 1945 im KZ Ravensbrück ums Leben. | 52.446389 13.399444 |
|      | Günther Keil      | Richterstraße 48   | 7. März 2009  | Günther Keil wurde am 5. April 1909 in Berlin-Kreuzberg geboren. Der Widerstandskämpfer gegen das NS-Regime war gelernter Verkäufer, seit 1925 Mitglied im Jungbanner, 1928 der SPD und nach 1931 in der SAPD. Für die SAPD war er bis zum Verbot 1933 Ortsvorsitzender in Tempelhof. Danach arbeitete er illegal und leitete den Schutzbund der SAPD und war außerdem verantwortlich für Kurierdienste zwischen Berlin und der Tschechoslowakei, von wo aus der Widerstand organisiert wurde. Nach Entdeckung durch die Gestapo wurde er im November 1933 verhaftet und in einem Charlottenburger SA-Gefängnis schwer misshandelt. Am 1. Dezember 1933 kam er ins KZ Columbia-Haus, wo er ein Jahr lang weiter schwer gefoltert wurde. Danach Verlegung in das KZ Oranienburg und ebenfalls schwere Misshandlungen. Prozess am Volksgerichtshof gegen ihn und andere SAPD-Angehörige vom 26. November bis 1. Dezember 1934, er wurde zu einem Jahr und neun Monaten Gefängnis verurteilt. Nach der Entlassung 1936 war er ein kranker Mann und starb am 18. August 1937 in dem Tuberkulose-Krankenhaus Waldhaus Charlottenburg in Sommerfeld an den Folgen der Folter. Er wurde auf dem Friedhof Mariendorf in der Friedenstraße beigesetzt. | 52.442473 13.382977 |
|      | Willy Matthes     | Schützenstraße 17a | Dez. 2020     | Willy Ernst Herrmann Matthes wurde am 23. Februar 1910 als erstes Kind seiner Eltern Anna Elisabeth und Gustav Hermann Willy Matthes in Berlin geboren. Nach der Schulzeit erlernte er den Beruf des Maschinenschlossers. Am 3. Juni 1930 wurde Willy wegen psychischer Probleme in die Charité eingewiesen, die Diagnose lautete Hebephrenie, einer Unterform der Schizophrenie. Zu diesem Zeitpunkt war er 20 Jahre alt. Am 6. September 1930 wurde er mit der Diagnose Schizophrenie entlassen und am 5. Juni 1931 erfolgte seine Einweisung in die Heil- und Pflegeanstalt Berlin-Buch. In Buch blieb er 3345 Tage, bis er am 22. April 1940 Rahmen der Aktion T4 in die Tötungsanstalt Brandenburg verlegt und dort ermordet wurde. Eine ausführliche Opferbiografie zu Willy Matthes wurde auf Gedenkort-T4.eu veröffentlicht. | 52.44665 13.37472   |
|      | Kurt Rühlmann     | Dirschelweg 16     | 17. Nov. 2008 | Kurt Rühlmann wurde am 26. April 1903 in Beelitz geboren. Er war technischer Angestellter, Mitglied im Deutschen Metallarbeiter-Verband, der Internationalen Arbeiterhilfe und seit 1928, in der KPD (später auch als Funktionär). Als Widerstandskämpfer gegen das NS-Regime war er seit 1936 in der Askania Werke AG in Berlin-Weißensee tätig, nahm als Mitglied der Saefkow-Jacob-Bästlein-Organisation an Beratungen über die Widerstandsarbeit gegen die Rüstungsproduktion in den Askania Werken teil und verbreitete Flugschriften. Er wurde am 28. Juli 1944 verhaftet, am 30. November 1944 vor dem Volksgerichtshof angeklagt und am 8. Januar 1945 zum Tode verurteilt. Seine Hinrichtung erfolgte Anfang 1945 im Zuchthaus Brandenburg. | 52.445223 13.398586 |